# Реставрационизм
Реставрациони́зм, также называемый христианским примитивизмом, — экклезиологическая доктрина, суть которой заключается в утверждении что христианская церковь должна быть восстановлена в соответствии с тем, что известно об апостольской ранней церкви, которую последователи данного учения рассматривают как более чистую форму христианства.
Идеи Реставрации (этот термин обозначает восстановление новозаветной церкви и церковного единства на основании библейской истины) возникли в конце XVIII века в США в ряде методистских, пресвитерианских и баптистских общин. Их лидеры выступали за единство и возвращение к исключительному авторитету Писания. Самая крупная из «реставраторских» групп возникла в среде пресвитериан в штатах Кентукки и Теннеси. Их лидером был Бартон Стоун (1772—1844), ставший в 1798 году священником в Кейн-Ридже в округе Бурбон — месте, которое вскоре стало центром самого крупного духовного пробуждения в Америке. Там собирались толпы от десяти до тридцати тысяч человек, чтобы слушать проповеди баптистских, методистских и пресвитерианских священников. В результате Стоун сделал вывод, что деноминационные барьеры не должны препятствовать единству Церкви.
Пресвитерианский синод штата Кентукки призвал к ответу Стоуна и ещё пятерых священников за их необычную открытость в отношениях с христианами других деноминаций. Но прежде чем синод смог собраться и назначить им наказание, они образовали собственную ассоциацию — Спрингфилдскую пресвитерию. Однако уже через год они решили, что существование самой этой Спрингфилдской пресвитерии противодействует достижению единства христиан, поэтому они приняли решение о её упразднении. Причины такого решения они изложили в написанной в 1804 году «Последней воле и завещании Спрингфилдской пресвитерии». Основные идеи, изложенные в данном документе, таковы: отрицание разграничения на духовенство и мирян; доступность Библии каждому верующему; внутреннее самоуправление каждой общины; только Писание, как мерило веры и практики; призыв к взаимной терпимости.
Последователи Стоуна начали называть себя просто «христианами», основывая «церкви Христа». К 1820-м годам движение Стоуна выросло до двенадцати тысяч человек, во многом благодаря тому, что целые конгрегации Сепаратных Баптистов стали называться просто «христианами». Наряду со Стоуном основными идеологами движения Восстановления были Томас Кэмпбелл, (1763—1854) и его сын Александр Кэмпбелл, (1788—1866). Стоун завязал дружбу с бывшим баптистским проповедником и последователем Кэмпбелла Джоном Т. Джонсоном. Они организовали конференцию в Джорджтауне и Лексингтоне (31 дек. — 1 янв. 1831—1832 гг.). На ней Раккун Джон Смит, видный последователь Кэмпбелла и проповедник, сделал одно из самых известных заявлений движения Реставрации: «Так давайте же, братья мои, не будем больше кэмпбеллистами или стоунистами, Новыми Светочами или Старыми Светочами, или какими бы то ни было особыми светочами. Но давайте обратимся к Библии и только лишь к Библии, ведь это единственная книга, способная дать нам весь тот Свет, в котором мы нуждаемся». После этого Смит и Стоун пожали друг другу руки, и их общины приняли Вечерю как одна община, хотя процесс объединения движений завершился не сразу.
Многие реставрационистские деноминации верили, что они восстановили христианство в первоначальном, аутентичном виде, хотя успешность реставрации в этих деноминациях воспринималась другими церквами и группами критически. Реставрационистские верования побуждали своих адептов стремиться возвратиться к структуре, этике и опыту раннего христианства, однако такой опыт зачастую приводил к выходу ряда движений и групп за пределы христианской ортодоксии в целом и протестантизма в частности.
К реставрационистским движениям в рамках протестантизма относят следующие течения:
- Christian Connexion[англ.][2][3]
- Ученики Христа[4][5][6]
- Церкви Христа[англ.]
- Христианские церкви и церкви Христа[англ.]
- Истинная церковь Иисуса[7]
- Церкви Бога[англ.] и др.

Иногда к протестантским реставрационистским движениям относят также некоторые группы пятидесятников (например, единственники, Международная объединённая пятидесятническая церковь и ранний адвентизм (англ.) (рус.) (рус.). Такие дореформационные деноминации, как вальденсы, лолларды, анабаптисты, гуситы и их преемники моравские братья, тоже рассматриваются[кем?] как реставрационистские.
К парахристианским группам и течениям реставрационистского происхождения относятся:
- Церковь Иисуса Христа Святых последних дней;
- Сообщество Христа;
- Свидетели Иеговы;
- Международный путь[англ.];
- «Христианская наука» и др.[8]